# Château de Loulé
Le château de Loulé est une ancienne fortification militaire située dans la freguesia de São Clemente (pt), sur le territoire de la municipalité de Loulé (district de Faro, Portugal),.
Il est classé Monument national depuis 1924. 

## Historique
Construit pendant l'occupation islamique, qui débuta en 715, il succéda probablement à une forteresse romaine du IIe siècle. Il fut définitivement pris par les forces chrétiennes à la fin du XIIIe siècle, pendant la Reconquista, et fit ensuite l'objet d'importants travaux de reconstruction et d'agrandissement, bien que quelques vestiges des structures défensives islamiques subsistent. Une grande partie du château disparut progressivement en raison de l'expansion urbaine, ne laissant subsister que quelques tours et pans de remparts. Une partie de l'ancienne mairie du château était occupée par le Musée municipal d'archéologie.
Le site fut conquis au XIe siècle par Ferdinand II, mais ne resta que peu de temps. Il fut définitivement occupé en 1249 par Paio Peres Correia, maître de l'Ordre de Santiago. Plusieurs années plus tard (1268), Alphonse III fit peupler la zone après avoir reconstruit et agrandi les remparts. Durant cette période, deux des tours principales, dont la tour du donjon, furent construites, mais les six portes suggèrent l'existence d'autres tours (il n'en reste que des ruines). Une charte (forale) fut émise en 1266 depuis Lisbonne par Alphonse III. Entre le 9 et le 12 avril 1359, le roi Pierre Ier y passa la nuit.
En 1422 ou 1462, Henrique de Meneses, 1er comte de Loulé, reconstruisit les tours et les murs du château. Une nouvelle charte fut émise par Manuel Ier en 1501. Le château a été endommagé lors d'un tremblement de terre en 1969.
Le site a été repris par l'Institut portugais du patrimoine architectural le 1er juin 1992, en vertu du décret 106F/92 (Diário da República, Série IA, 126). En 2001, un protocole a été signé entre le conseil municipal et la DGEMN afin de faciliter la protection et la conservation du patrimoine de la commune, qui comprenait le parc du château.

## Galerie

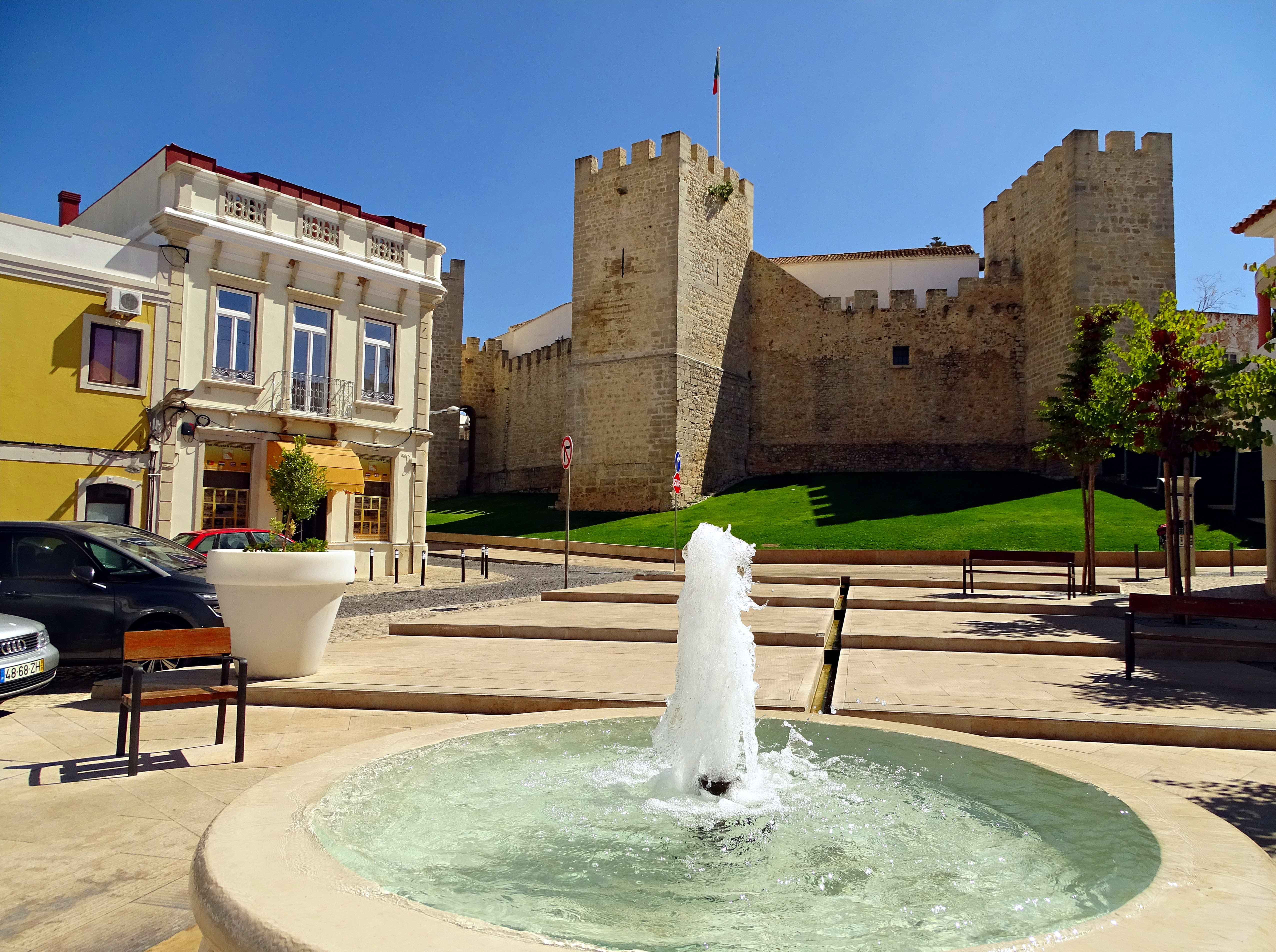
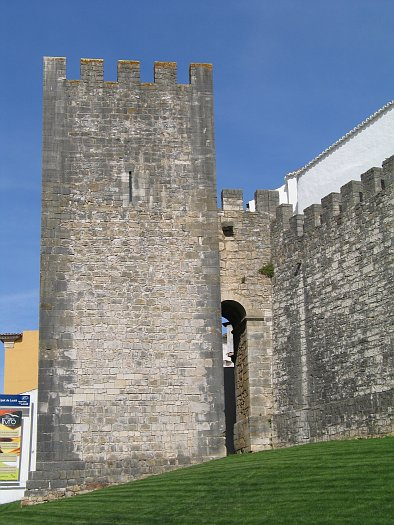
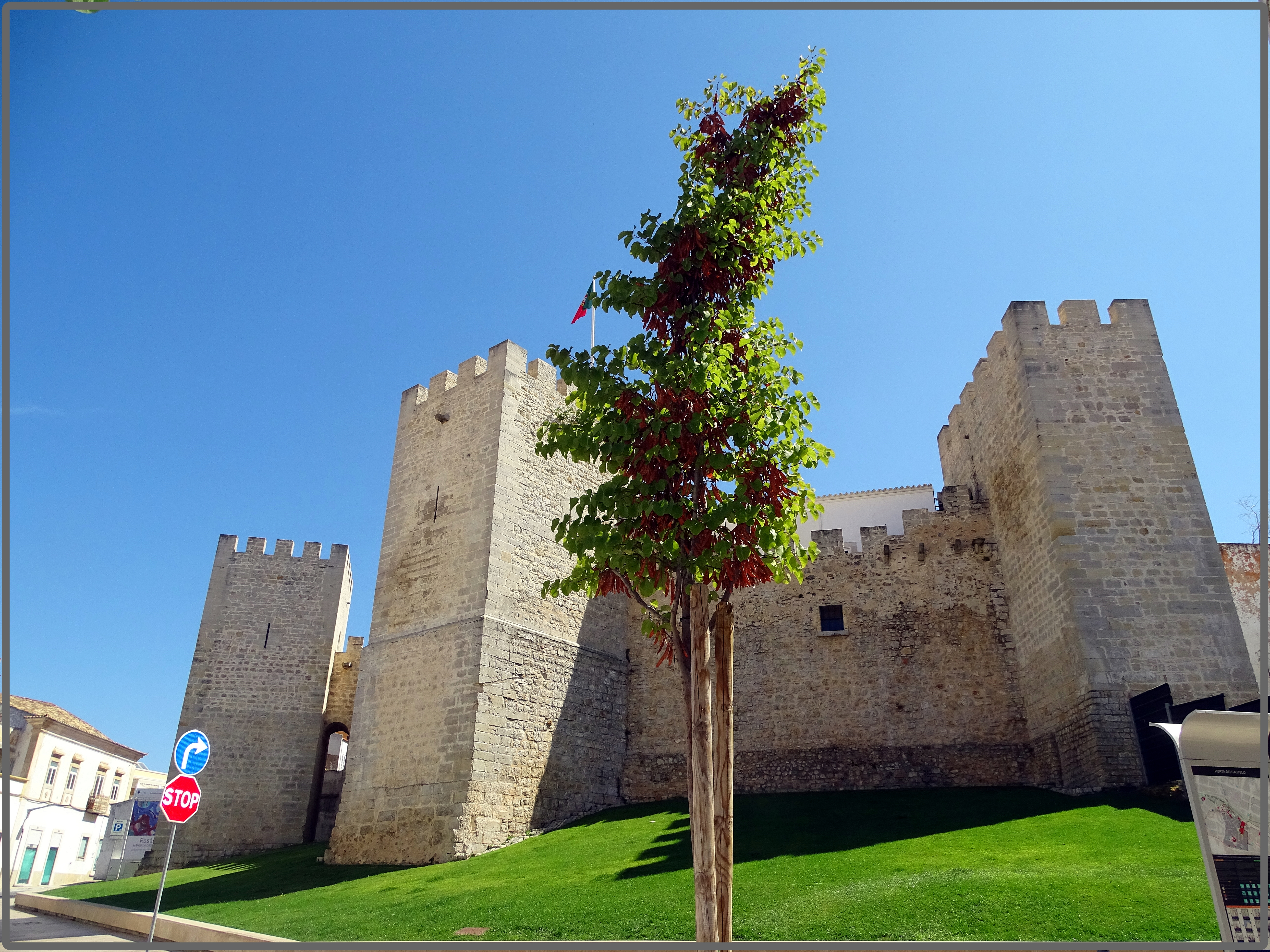